# Scotland Rally
Lo Scotland Rally o Rally of Scotland è una manifestazione di rally tenutasi nella foresta nella Scozia centrale su fondo sterrato. È uno dei round dell'Intercontinental Rally Challenge (IRC). Il primo evento si è svolto nell'edizione 2009 e comprendeva tappe che erano state utilizzate oltre 20 anni fa nel RAC rally.

## Risultati
| Rally                                                                                       | Prove              | Podio finale | Podio finale                   | Podio finale                                  | Podio finale        |
| Rally                                                                                       | Prove              | Pos.         | Pilota Co-pilota               | Team Auto                                     | Tempo               |
| ------------------------------------------------------------------------------------------- | ------------------ | ------------ | ------------------------------ | --------------------------------------------- | ------------------- |
| Scotland Rally 2011 7-9 ottobre 2011 Round 10 dell'Intercontinental Rally Challenge 2011    | 15 prove 200.09 km | 1            | Andreas Mikkelsen Ola Fløene   | Škoda UK Škoda Fabia S2000                    | 1 h : 55 m : 17.2 s |
| Scotland Rally 2011 7-9 ottobre 2011 Round 10 dell'Intercontinental Rally Challenge 2011    | 15 prove 200.09 km | 2            | Juho Hänninen Mikko Markkula   | Škoda Motorsport Škoda Fabia S2000            | 1 h : 55 m : 43.6 s |
| Scotland Rally 2011 7-9 ottobre 2011 Round 10 dell'Intercontinental Rally Challenge 2011    | 15 prove 200.09 km | 3            | Bryan Bouffier Xavier Pansieri | privato Peugeot 207 S2000                     | 1 h : 56 m : 52.5 s |
|                                                                                             |                    |              |                                |                                               |                     |
| Scotland Rally 2010 15–17 ottobre 2010 Round 11 dell'Intercontinental Rally Challenge 2010  | 12 prove 208.08 km | 1            | Juho Hänninen Mikko Markkula   | Škoda Motorsport Škoda Fabia S2000            | 2 h : 01 m : 07.4 s |
| Scotland Rally 2010 15–17 ottobre 2010 Round 11 dell'Intercontinental Rally Challenge 2010  | 12 prove 208.08 km | 2            | Andreas Mikkelsen Ola Fløene   | M-Sport Ltd. Ford Fiesta S2000\|              | 2 h : 01 m : 32.9 s |
| Scotland Rally 2010 15–17 ottobre 2010 Round 11 dell'Intercontinental Rally Challenge 2010  | 12 prove 208.08 km | 3            | Kris Meeke Paul Nagle          | Peugeot UK\| Peugeot 207 S2000                | 2 h : 04 m : 31.6 s |
|                                                                                             |                    |              |                                |                                               |                     |
| Scotland Rally 2009 19–21 novembre 2009 Round 11 dell'Intercontinental Rally Challenge 2010 | 13 prove 204.50 km | 1            | Guy Wilks Phillip Pugh         | Phillip Pugh Škoda Fabia S2000                | 2 h : 17 m : 07.5 s |
| Scotland Rally 2009 19–21 novembre 2009 Round 11 dell'Intercontinental Rally Challenge 2010 | 13 prove 204.50 km | 2            | Alister McRae Billy Hayes      | Mellors Elliot Motorsport Proton Satria Neo   | 2 h : 19 m : 54.8 s |
| Scotland Rally 2009 19–21 novembre 2009 Round 11 dell'Intercontinental Rally Challenge 2010 | 13 prove 204.50 km | 3            | Jonathan Greer Dai Roberts     | Jonathan Greer Mitsubishi Lancer Evolution IX | 2 h : 22 m : 29.3 s |